# Werkhoven
Werkhoven è un'ex-municipalità dei Paesi Bassi situata nella provincia di Utrecht. Soppressa il 1º settembre 1964, il suo territorio, fu accorpato alla municipalità di Bunnik.